# Pintagol

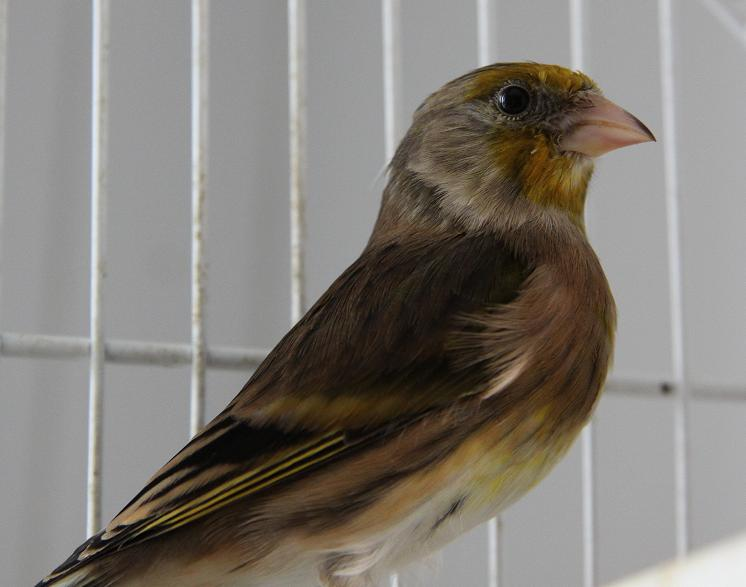
A hibrido entre um macho de pintassilgo-comum e fêmea de Canário.

Pintagol é uma ave híbrida do Canário com Pintassilgo.
Em Portugal usa-se machos de pintassilgo-comum (Carduelis carduelis) e no Brasil usa-se macho de pintassilgo-de-cabeça-preta (Carduelis magellanica), principalmente, com fêmeas de Canário (Serinus canaria), o Pintassilgo-do-nordeste (Carduelis yarrellii) e o Pintassilgo-da-venezuela (Carduelis cucullata) também podem ser usados para gerar o Pintagol. Este cruzamento é feito por causa do canto do pintassilgo que é preferido por alguns criadores e o pintagol tem um canto bastante parecido. Porém o primeiro híbrido entre pássaros do gênero Carduelis e Canários foi com o  verdilhão (Carduelis chloris).

## Canário vermelho

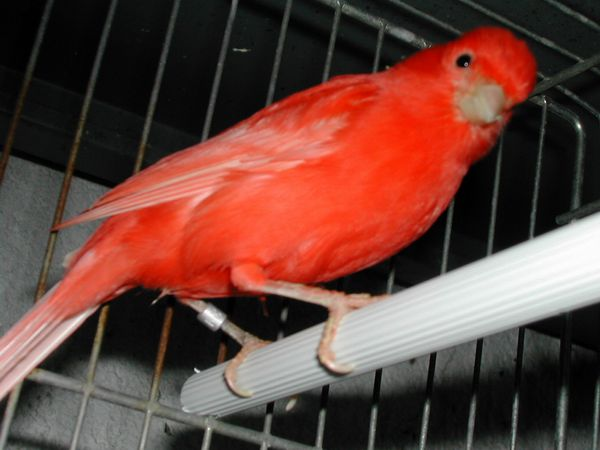
Canário Vermelho

A cor vermelha foi introduzida no canário doméstico pelo cruzamento com o Pintassilgo-da-venezuela (Carduelis cucullata), também chamado de Tarin ou Pintassilgo vermelho da América do Sul.

## Canário negro
Este tipo ainda não existe, mas já foi obtido um tetraíbrido negro obtido pela cruza de canário com Pintassilgo-negro (Carduelis atratus), C. xanthogatra, e C.spinu, conforme artigo do ornitólogo Giorgio de Baseggio.

## Carduelis ♂

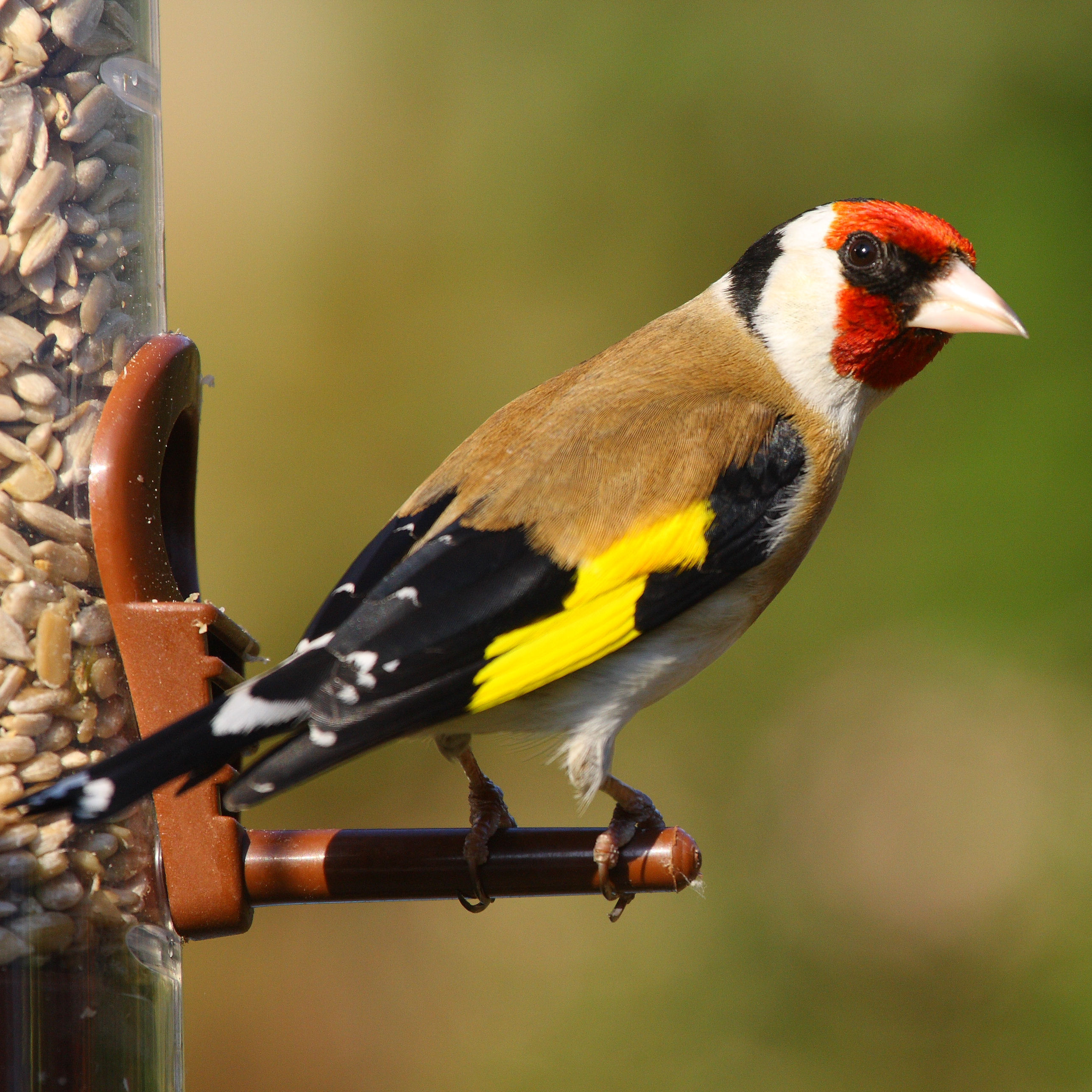
Carduelis carduelis Pintassilgo-comum
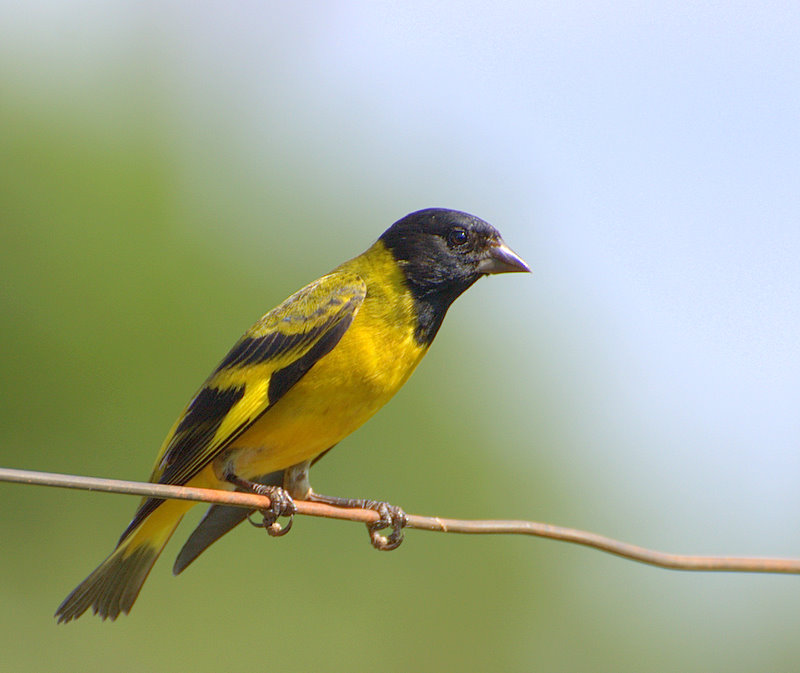
Carduelis magellanica Pintassilgo-de-cabeça-preta
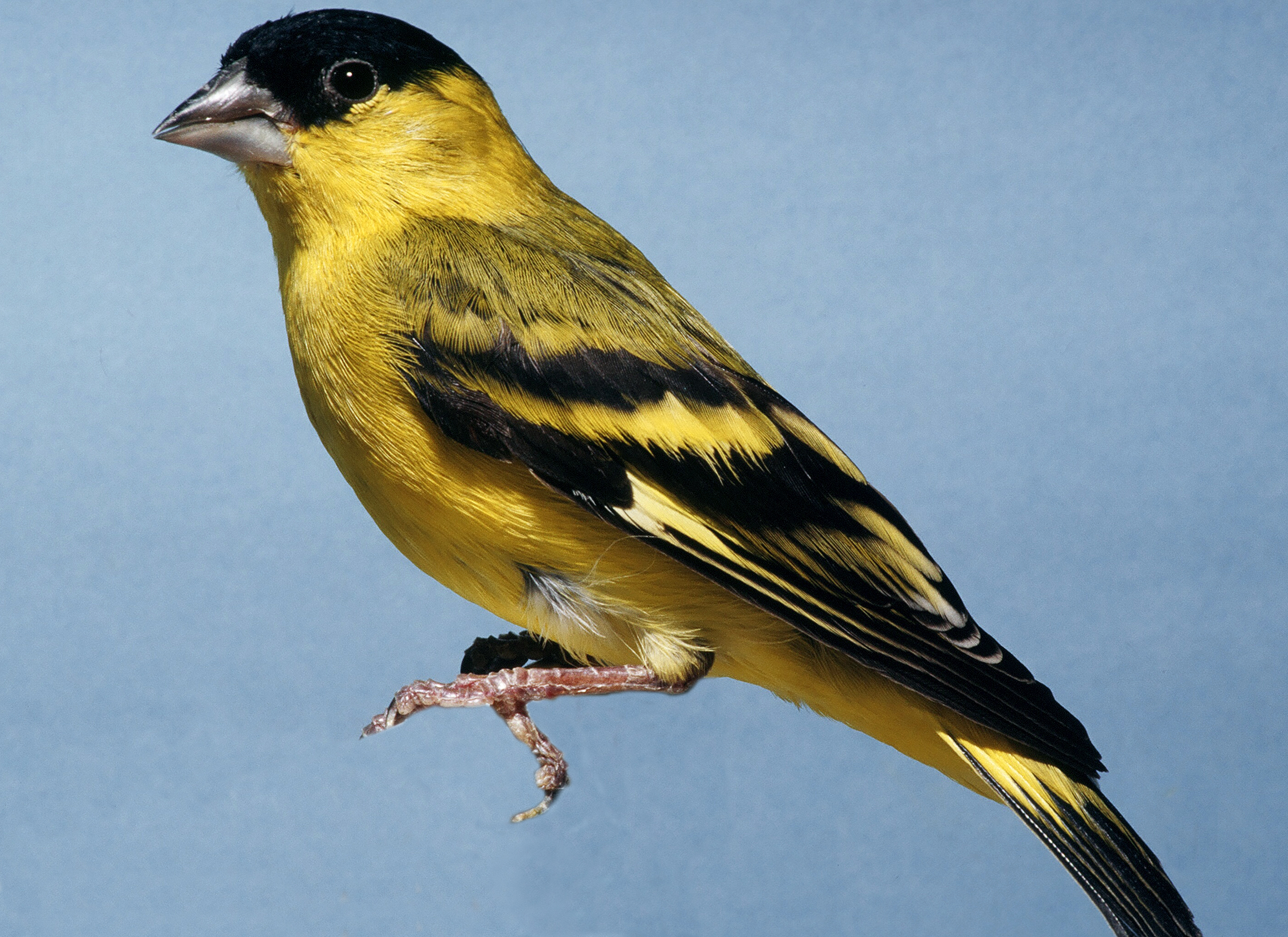
Carduelis yarrellii Pintassilgo-do-nordeste
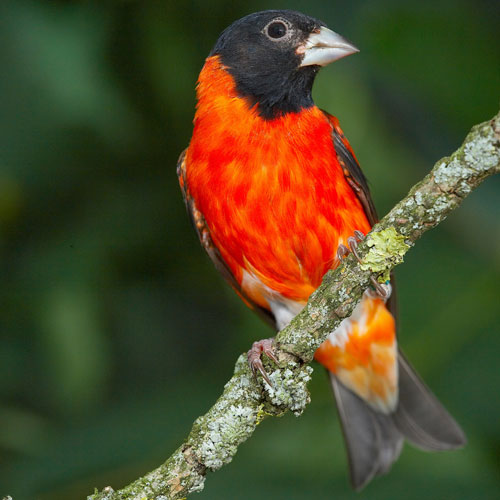
Carduelis cucullata Pintassilgo-da-venezuela
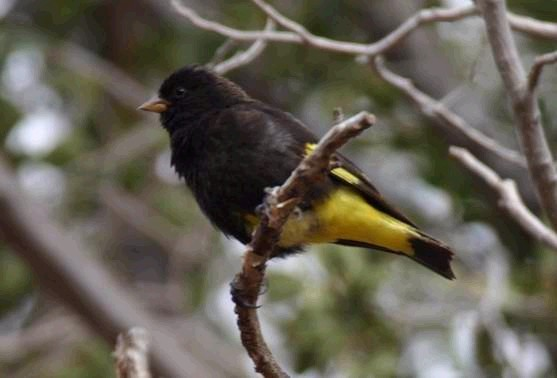
Carduelis atrata Pintassilgo-negro
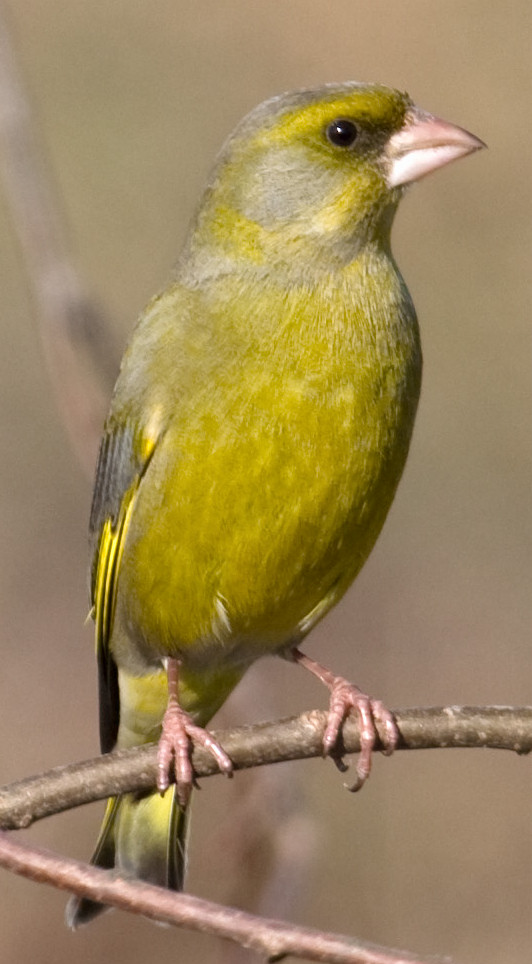
Carduelis chloris Verdilhão